# Kocham pana, panie Sułku
Kocham pana, panie Sułku – cykl komediowych słuchowisk radiowych autorstwa Jacka Janczarskiego.

## Historia
W 1973 reżyser Jerzy Markuszewski zamówił u Jacka Janczarskiego cykl komediowy, wymagając, że „ma być śmiesznie i mają występować baba i chłop”. Główni bohaterowie – pan Sułek i Eliza Wymęga-Zarawiejska – byli postaciami znanymi słuchaczom z Sagi rodu Wymęga-Zarawiejskich, poprzedniej audycji Janczarskiego, która była emitowana w Trójce od 14 grudnia 1973 do 1 marca 1974. Inspiracją do stworzenia głównego bohatera był socjolog Antoni Sułek, kolega Janczarskiego ze studiów.
Pierwszy odcinek serialu został wyemitowany 29 marca 1974 w audycji Ilustrowany Magazyn Autorów Programu III Polskiego Radia. Słuchowiska cyklu były następnie emitowane w różnych programach, głównie w Trójce, ale także w Jedynce. 
Program początkowo nosił tytuł „Spotkania z przyrodą”, później był przemianowany na „Spotkania z panem Sułkiem”, a w 1978 otrzymał tytuł „Kocham pana, panie Sułku”.
Na antenie wyemitowano premierowo 294 odcinków słuchowiska. Ostatnie wydania zostały nagrane już po nagłej śmierci Janczarskiego.

## Fabuła
W większości odcinków jedynymi bohaterami cyklu są tytułowy pan Sułek – niezbyt inteligentny, wieczny uczeń szkoły podstawowej oraz rencistka pani Eliza, która jest jego opiekunką. Czas w tych słuchowiskach płynie zgodnie z rzeczywistym, zatem między pierwszym a ostatnim odcinkiem cyklu mija prawie 30 lat. Niewiele jednak się zmienia:
- pani Eliza wciąż jest rencistką;
- pan Sułek mimo podeszłego już wieku wciąż jest uczniem szkoły podstawowej;
- pani Eliza wciąż bez wzajemności kocha się w Sułku;
- oboje wciąż mieszkają w rozlatującej się szopie gajowego Maruchy i ledwo wiążą koniec z końcem;
- pani Eliza wciąż od lat z rozmarzeniem powtarza „Kocham pana, panie Sułku..”, a pan Sułek od lat niecierpliwie odpowiada „Cicho, wiem!”.

## Obsada i postacie
W prawie wszystkich odcinkach jedyne postaci to pani Eliza oraz pan Sułek. O ile Marta Lipińska od początku miała grać panią Elizę, o tyle Krzysztof Kowalewski do roli pana Sułka został zwerbowany w ostatniej chwili; początkowo do roli Sułka Janczarski przeznaczył Kazimierza Kaczora, jednak aktor nie zdążył pojawić się na nagraniu, a naglił termin emisji, stąd postanowiono zmienić męską obsadę. Oprócz nich występowali także:
- Jan Kobuszewski – w kilku odcinkach gra listonosza i wypowiada kilka słów;
- Ewa Gawryluk – w kilku odcinkach gra listonoszkę i jej miłość do Sułka jest głównym motywem odcinków;
- Maciej Zembaty – w sześciu odcinkach gra główną rolę u boku Celińskiej, w 1 u boku pani Elizy;
- Stanisława Celińska – w 6 odcinkach gra główną rolę u boku Zembatego;
- Henryk Borowski – w jednym z odcinków gra pradziada Huberta;
- Jacek Janczarski – narrator[1].

Janczarski pisał do prawie każdego z odcinków dowcipne zakończenie i prawie każde z nich czytał sam, jednak w początkowych odcinkach zakończenia czytane były przez inne osoby; byli to m.in. Stefan Friedmann, Maria Czubaszek, Jerzy Markuszewski i Jan Tadeusz Stanisławski.
Prócz bohaterów występujących na antenie istnieją postaci, o których bohaterowie jedynie opowiadają. Głównym bohaterem tych opowieści jest gajowy Marucha, jego podopieczny Cypis oraz doktor Wałaszewski, choć pojawiają się także inne osoby (głównie z otoczenia Sułka). Gajowy Marucha jest także bohaterem większości zakończeń czytanych przez Janczarskiego.

## Serie i odcinki specjalne
Pierwsze słuchowiska cyklu powstały w 1973, zaś ostatnie odcinki realizowane były już po śmierci Janczarskiego w 2000.
W latach 70. i 80. powstało ok. 100 odcinków. Większość z nich to typowe odcinki z serii, o różnorodnej tematyce. Janczarski nazywał je różnie, głównie Spotkania z panem Sułkiem. Powstało także kilkanaście odcinków nieco odmiennych, o tematyce przyrodniczej, nazwanych Spotkania z przyrodą. Większość miała inną czołówkę, głos osła.
W latach 90., po przerwie, zaczęły powstawać kolejne odcinki. Janczarski numerował je od 101. Fabuła nie uległa zmianie, oboje bohaterowie w dalszym ciągu mieszkali w starej szopie, a Sułek nie ukończył szkoły podstawowej. W kilku odcinkach pojawia się wątek miłości listonoszki do Sułka i nowa aktorka. Wszystkie rozpoczynały się bardzo charakterystycznym motywem muzycznym, Janczarski nazywał je już Kocham pana, panie Sułku, a po każdym odcinku czytał dowcipne zakończenie dotyczące Gajowego Maruchy.
Na uwagę zasługuje też 6 specjalnych odcinków z lat 90., w których nie występują ani Eliza, ani Sułek. Jest to krótka seria (odcinki 128–133), w których występuje Stanisława Celińska jako Celińska oraz Maciej Zembaty jako Zembaty. Odwrócono tu role: Celińska jest prostą (wręcz prostacką) policjantką-dzielnicową, a Zembaty bardzo bogatym biznesmenem z klasą, o spokojnym i romantycznym usposobieniu. Zembaty jest zakochany w Celińskiej, ta jednak wciąż odrzuca jego zaloty.